# Chloraea biserialis
Chloraea biserialis är en orkidéart som beskrevs av August Heinrich Rudolf Grisebach. Chloraea biserialis ingår i släktet Chloraea och familjen orkidéer. Inga underarter finns listade i Catalogue of Life.